# Senador vitalici
Un senador vitalici és un membre del senat o cambra alta equivalent a una legislatura amb mandat vitalici. A data de 2018, sis senadors italians de 321, tres dels 47 senadors de Burundi i tots els membres de la Cambra dels Lords britànica (a part dels 26 lords espirituals que s'espera que es jubilin a l'edat de 70 anys) tenen un mandat vitalici (encara que els Lords poden optar per renunciar o jubilar-se o poden ser expulsats en casos de mala conducta). Alguna vegada, en diversos països sud-americans, van atorgar la membresia vitalícia a expresidents, però des de llavors han abolit la pràctica.

## Burundi
A Burundi, els expresidents de la República serveixen al Senat de per vida. En l'actualitat hi ha dos d'ells: Sylvestre Ntibantunganya i Domitien Ndayizeye.

## República Democràtica del Congo
La constitució del 2006 de la República Democràtica de Congo atorga la membresía vitalícia al Senat als expresidents de la República.Des del 2019, Joseph Kabila és l'únic senador vitalici després d'haver estat president des de 2001 fins al 2019.
La constitució congolesa de 1964 també preveia la membresía vitalícia al Senat per als expresidents

## Itàlia
A Itàlia, 1 senatore a vita és un membre del Senat italià designat pel President de la República Italiana "per mèrits patriòtics destacats en el camp social, científic, artístic o literari". Pot haver-ne fins a cinc senadors nomenats de per vida al mateix temps. Els expresidents de la República són senadors ex officio vitalicis.
Actualment són: Mario Monti, economista i ex-Primer Ministre, Elena Cattaneo, científica, Renzo Piano, arquitecte, Carlo Rubbia, físic, i Liliana Secret, activista i supervivent de l'Holocaust.
Els senadors per vida poden decidir no formar part de cap grup parlamentari, a diferència dels senadors electes que, si no estan afiliats a cap moviment polític concret, passen automàticament a formar part del Grup Mixt .

## Paraguai
Als ex-presidents de la República, a excepció dels que van ser destituïts del càrrec, se'ls atorga el càrrec de senador vitalici, amb dret a parlar però no al vot.

## Rússia
El senador vitalici va aparèixer a la Constitució de Rússia com a resultat de la reforma constitucional el 2020. D'acord amb la nova versió de la Constitució, el President té el dret a nomenar 30 senadors per als serveis al país en l'àmbit de l'activitat estatal i pública, 7 dels quals poden ser nomenats de per vida. A més, els expresidents (excepte aquells que hagin estat destituïts del càrrec per un impeachment) es converteixen en senadors vitalicis, però tenen el dret de rebutjar aquest càrrec.

## Ruanda
La constitució ruandesa permet als antics presidents del país passar a ser membres del Senat si ho desitgen, presentant una sol·licitud al Tribunal Suprem.

## Antics sistemes

### Canadà
D'una manera que recorda al parlament britànic, els membres del Senat canadenc van ser nomenats de per vida. No obstant això, des de la Llei de la Constitució de 1965, els senadors han de jubilar-se un cop compleixen 75 anys. Tot i que els senadors nomenats abans de l'esmena estaven protegits per la legislació, ja no hi ha senadors vitalicis presents en aquesta institució. Orville Howard Phillips, l'últim senador vitalici, va renunciar al seu lloc en 1999.

### França
A França, durant la Tercera República, el Senat estava compost per 300 membres, 75 dels quals eren inamovible ("inamovibles"). Introduït el 1875, l'estatus va ser abolit per als nous senadors en 1884, però es va mantenir per als que ja estaven en el càrrec. Émile Deshayes de Marcère, l'últim sénateur inamovible supervivent, va morir en 1918. En total, van haver-hi 116 senadors vitalicis.
El 2005, es va qüestionar la situació dels expresidents de la República. Segons la constitució de la Cinquena República, els expresidents són membres de jure del Consell Constitucional, el que planteja un problema de possible parcialitat. Alguns membres de Parlament i comentaristes van suggerir que hauria de ser reemplaçat per una pertinença vitalícia al Senat. No obstant això, aquesta proposta no va ser aprovada.

### Romania
La Constitució de 1923 va instituir la membresía de dret (senador de dret) al Senat per:
- l’hereu al tron
- Bisbes metropolitans i bisbes diocesans de les esglésies ortodoxa i greco-catòlica
- caps d’organismes religiosos reconeguts per l'estat
- el president de l'Acadèmia Romanesa
- expresidents del Consell de Ministres
- exconsellers amb almenys sis anys d’antiguitat
- expresidents de qualsevol cambra legislativa que van exercir aquesta funció durant almenys vuit sessions ordinàries
- exsenadors i diputats elegits per almenys deu legislatures, independentment de la seva durada
- expresidents del Tribunal Suprem de Cassació i Justícia
- generals de reserva i retirats
- expresidents de les assemblees nacionals de Chişinău, Txernivtsí i Alba Iulia, que van proclamar la unió de les seves respectives províncies amb Romania el 1918 (vegeu Unió de Transsilvània amb Romania)

La membresia per dret es va mantenir segons la Constitució de 1938 i va ser abolida juntament amb el Senat el 15 de juliol de 1946, pel govern dominat pel Partit Comunista de Petru Groza.
Tot i que l'actual constitució de Romania va restablir el parlament bicameral el 1991, no va restablir el càrrec de senador vitalici.

### Amèrica del sud i central
Les constitucions de diversos països d'Amèrica del Sud han concedit als antics presidents el dret a ser senador vitalici (senador vitalicio), possiblement recordant la teoria de Simón Bolívar del Senat completament no elegit. Des de llavors, la majoria d'aquests països han suprimit aquestes disposicions, ja que se les considera cada vegada més antidemocràtiques. La Constitució del Paraguai encara té aquesta disposició. Els expresidents poden parlar però no votar. Probablement el cas més conegut és el del dictador xilè Augusto Pinochet (1998-2002), la immunitat parlamentària el va protegir de ser processat per violacions de drets humans fins que la Cort Suprema de Xile ho va revocar el 2000.
- A Veneçuela, van existir escons vitalicis al Senat des de 1961 fins a 1999. Els expresidents que van ocupar aquest càrrec van ser: Rómulo Betancourt (1964-1981), Raúl Leoni (1969-1972), Rafael Caldera (1974-1994, 1999), Carlos Andrés Pérez (1979-1989, 1994-1996), Luis Herrera Campins (1984-1999) i Jaime Lusinchi (1989-1999). El Senat veneçolà va ser abolit amb la constitució de 1999.

- Al Perú, la pràctica es va mantenir des de 1979 fins a 1993. Francisco Morales Bermúdez, Fernando Belaúnde Terry i Alan García Pérez van ser els únics senadors vitalicis fins a l'abolició del Senat el 1993 i la introducció d'un parlament unicameral.
- A Xile, sota la Constitució de 1980, dos expresidents s'han convertit en senadors vitalicis: Augusto Pinochet Ugarte (1998-2002) i Eduardo Frei Ruiz-Tagle (2000-2006).[11] La disposició va ser derogada en les reformes constitucionals el 2005.
- A Nicaragua, la Constitució de 1974 va atorgar la membresía vitalícia al Senat d'aquest país als expresidents de la República.[12]

#### Brasil
Els senadors de l'Imperi del Brasil van ser nomenats de per vida (1826–1889)L'emperador va nomenar el senador per cada circumscripció a partir d'una llista de tres candidats elegits indirectament.

#### Perú
Segons la seva Constitució de 1979, José Luis Bustamante y Rivero, Fernando Belaúnde Terry i Alan García Pérez eren els únics a ocupar aquest càrrec, abans de l'aprovació de la Constitució de 1993, que va eliminar el Senat i va establir un Congrés unicameral.

### Somàlia
A la República de Somàlia (1960-1969) va existir una variació del "senador vitalici". Si bé la constitució de 1960 no preveia un senat (la legislatura, coneguda com Assemblea Nacional, era unicameral), sí va concedir la membresia vitalícia en la legislatura als expresidents de la República. Aden Adde era l'única persona elegible per ocupar aquest lloc.